# 高木涉
高木涉（日语：／ Takagi Wataru，1966年7月25日—），日本男性配音員、演員。出身於千葉縣。ARTSVISION所屬。身高167cm。A型血。

## 概要

### 經歷
勝田聲優學院第5期畢業。出道作是1987年電視動畫《妙手小廚師》。
擔任劇團的代表，亦常以舞台演員的身分活動。2002年和山口勝平、關智一合組名為「三人幫」的三人戲劇團體。
2005年接任《哆啦A夢》的老師角色、2007年接《鬼太郎》的鼠男，在重製動畫當中繼承大樑位置。
已經去世的鹽見龍介、鹽澤兼人、清水敏孝、野本禮三、熊倉一雄、槐柳二、加藤治、藤原啓治的一些角色都由高木繼承。

### 特色
在動畫、外語配音等多方面活躍，主要演出少年、青年、上至中年、老人角色，其他像小壞蛋、丑角、壞小孩、傲慢男、俊俏帥哥、動物、甚至肆無忌憚口出穢言的殘酷惡徒或滑稽角色等都經歷過。
有名的遲到大王。在錄製《魯莽天使》的時候，曾經因為遲到讓許多同僚等候，而被林原惠訓斥。

## 人物

### 演出作品關係
在《機動新世紀GUNDAM X》被舉薦至主角嘉羅德·蘭（高木本來參加的是配角威茲·蘇的選拔）、演出明朗而正直的主角聲音。高木自言「沒想到會成為主角」。在堀內賢雄與金井美香的廣播時談道，作品收播後自己在慶功宴上落淚。此外，在《新機動戰記鋼彈W》差一點成為張五飛。企畫書上「高木涉」的位置被劃上兩條線，改成了石野龍三。
《名偵探柯南》的高木刑警當初本來只是個「無名的刑警」，在目暮警部問起名字時，突發地即興講出自己的名字「我叫做高木」，這點子後來被正式採用。本人在廣播時公開說明了這件事。爾後更影響到原作，使得高木出場機會大增，成為重要的配角之一。

### 職場態度
一有空隙就會加入即興演出。在動畫《Yes！光之美少女5》，負責構成的成田良美也談道因為高木的突發點子影響，牽連到布比的生存。被草尾毅說是「三分之二都在即興演出」，劇本經常因為高木的關係而改寫。曾經向入野自由等人半開玩笑地說，當故事變得嚴肅時「今天沒辦法作怪了」。一同演出的千葉繁與山像かおり也說看到高木連自己也想玩了。
對舞台活動特別熱心，入野見到平常對周圍獻殷勤高木認真地談述舞台活動，都不禁發出感嘆。

## 演出
粗體字表示主要角色。

### 電視動畫
1987年
- 妙手小廚師（作業員、男 等）

1989年
- 偶像英里子傳說（親衛隊隊長）

1990年
- 偶像天使陽子（強盗B、製作人）
- NG騎士檸檬汽水&40（風見雞、四忍者）
- 功夫貓黨（哥頓、松吉〈第2代〉、平吉、日之出渡右衛門、木梨海苔竹、鳥 等）
- 超時空遊俠（夫）
- 我是鶴姬！（日语：つる姫じゃ〜っ!）（猿助）
- 至尊勇者（オモウツボ）
- 黑色推銷員（1990～1992，高亞羅夫、夢見憧太）

1991年
- 裝甲拯救隊（天神林健[10]）
- 電腦小奇俠（日语：ゲンジ通信あげだま）（田中）
- 哆啦A夢 (大山羨代版)（男子、軍人）
- 鬥球兒彈平（白川晶）
- 魔法公主 明琪桃子（日语：魔法のプリンセス ミンキーモモ）（宅配員、男A）
- 橫山光輝 三國志（程普）

1992年
- 踢向明天（日语：あしたへフリーキック）（何塞·莫斯科維茨）
- 超電動機器人 鐵人28號FX（伊卡姆·瑪納圖）
- 小小男子漢（山崎一平、魚政的哥哥、圭子、村松巡査、源義家〈初代〉、三之宮虎男〈第2代〉 等）

1993年
- 劍勇傳說YAIBA（海星男）
- GS美神（眼鏡）
- 秀逗泰山（山姆蘭薩克）
- 可愛巧虎島（卡爾卡爾、猴子的小孩）
- 侏羅紀足球傳說（日语：ドラゴンリーグ）（賽拉斯）
- 忍者亂太郎（1993～2021，大木雅之助〈初代〉、平瀧夜叉丸、月鬼、毒竹城忍者、忍者）
- 熱血最強（工作人員）
- 美少女戰士系列（1993～1995，紅之魯貝烏斯、男孩子的父親、主持人、小林）3系列
- 無責任艦長（雷南迪上尉）
- 勇者特急隊（因特里）
- 南國少年奇小邪（上原）

1994年
- 足球風雲（渡、緒方十次郎、威利·萊因哈特）
- 足球小將翼J（中野浩二、高杉真吾、辛普拉薩特·布納庫）
- 蠟筆小新（1994～2015，席林、警察、情侶、老人）
- 侍魂 ～破天降魔之章～（加爾福特（日语：ガルフォード））
- 淘氣貓 喵喵三丁目（7丁目的瓦卡、警備員）
- 白雪公主的傳說（日语：白雪姫の伝説）（派特）
- 幸運超人（大米超人）
- 飛天少女豬（吉米松本）
- 咕嚕咕嚕魔法陣 (1994年版)（蓋爾、達特吉娃鼠）
- 橘子醬男孩（水谷明）
- 魔天戰神（キリュウ）
- 紅色巴隆（李仲達）

1995年
- 愛天使傳說（魔）
- 去吧！稻中桌球社（涉谷純一、裁判、加藤）
- H2（廣瀨）
- 恐龍冒險記（日语：恐竜冒険記ジュラトリッパー）（塔庫）
- 空想科學世界（部隊長、尼爾遜、妖精王）
- 天地無用！（火美猛）
- 淘氣小愛神（加姆）
- 宇宙小毛球（原始人〈坂本貫太〉[11]、僧侶、警官 等）

1996年
- 蒙面俠蘇洛傳（士兵、手下、黨羽 等）
- 怪盜Saint Tail（影之男）
- 機動新世紀鋼彈X（嘉羅德·蘭[12]）
- 鬼太郎 (第4作)（貉、高男、黃金蟲、逆柱）
- 近所物語（晃）
- 灰姑娘物語（伊恩）
- 超者萊汀（日语：超者ライディーン）（海堂忍武／雷汀布拉德）
- 名偵探柯南（1996～，小嶋元太[13]、高木涉[13]、假面超人、魯邦、旗本龍男、山內健太郎、永井達也、瀨戶隆一 等）
- YAT安心！宇宙旅行（日语：YAT安心!宇宙旅行）（丹尼爾）
- 浪客劍心（進藤帶刀、鬼崎源吾）

1997年
- EAT-MAN（日语：EAT-MAN）（盧卡斯）
- 吸血姬美夕（川口先生、真樹的父親）
- 金田一少年之事件簿（1997～2000，夏岡猛彥、巽征丸、家臣、機動隊員、神矢修一郎、加納達也、東方號船員整備士、正野刑警、安岡保之、住吉慎吾、京極拓彌、道真刑警）
- CLAMP學園偵探團（克里夫）
- 秀逗魔導士TRY（瓦爾加布）
- 麵包超人（1997～2017，手鼓超人、幹瓢三兄弟長男〈初代〉、泥水人〈第2代〉、泥巴魔王）
- 新·天地無用！（火美猛、秀真）
- 忍企鵝真丸（日语：忍ペンまん丸）（頑吉）
- 大運動會（恐怖分子A）
- 哈利動物園（日语：はりもぐハーリー）（黑熊貓）
- 烈火之炎（嘴丸）

1998年
- 頭文字D（健二、御木）
- Weiß kreuz（河次勇夫）
- 時空偵探建次君（尼歐加）
- 星方武俠（日语：星方武侠アウトロースター）（庫拉卡·傑克）
- 章魚燒超人（日语：たこやきマントマン）（冰淇淋男）
- 槍神Trigun（男A）
- 甜蜜小天使 (1998年版)（的監視員）
- 神化嬌嬌女 (新版)（津村）
- 炸彈人 彈珠人爆外傳（ダークシノビ）
- YAT安心！宇宙旅行 (第2期)（日语：YAT安心!宇宙旅行）（克萊夫）

1999年
- 亞克傳承（阿爾弗雷德）
- 伊索世界（村長、的爸爸）
- 頭文字D Second Stage（健二）
- 麻辣教師GTO（鬼塚英吉[14]）
- 週刊故事樂園（日语：週刊ストーリーランド）（涼、佐竹、平太）
- 星界的紋章（葬儀社）
- 星方天使（豪龍）
- 索斯機械獸（カニンガム）
- 裝甲拯救部隊（日语：装甲救助部隊レストル）（修奈達）
- ReReRe天才老爹（日语：レレレの天才バカボン）（穴多夫）
- 力石戰士（傑克、菊之丞、酒場的主人、尼祿的從者 等）
- 迷糊女戰士（六道神士）
- 怪獸農場 ～圓盤石的秘密～（日语：モンスターファーム (アニメ)）（斯艾澤）

2000年
- 夢幻天女（羽山）
- 隨風飄的月影蘭
- 學校怪談（無頭騎士）
- 機巧奇傳希窩烏戰記（黑猴）
- 勝負師傳說 哲也（丹奇、壽司屋）
- 真·女神轉生 惡魔之子（阿巴特、力量、狛犬）
- 第一神拳（青木勝[15]）
- 法布爾先生是名偵探（日语：ファーブル先生は名探偵）（鮑德利）
- 女神候補生（加爾伊斯·艾利多）
- 怪獸農場 ～前往傳說之路～（日语：モンスターファーム (アニメ)）（斯艾澤）

2001年
- 功夫小食神（豪第）
- 妙妙魔法屋（わっしょい）
- 通靈王（蜥蜴郎[16]、凱文·梅德爾、田村崎綠）
- 超能奇兵（立浪喬治）
- 索斯機械獸III（哈里·強普）
- 哈姆太郎（一條秀麻呂）
- 七虹香電擊作戰（司令官）
- 野野子（日语：ののちゃん）（久保同學、安田老師、波吉）
- HELLSING（雷夫）

2002年
- 盜賊王JING（馬拉希諾[17]）
- 銀河天使 (第3期)（國王）
- 人造人009 THE CYBORG SOLDIER（加伯爾）
- 魯莽天使（蘇我源造）
- 馭龍少年（麥格納）
- 火影忍者（雨忍）
- WILD 7 another 謀略運河（日语：ワイルド7）（桃井[18]）
- 魔法咪路咪路（華岩河原製作人）

2003年
- 我們這一家（馬鈴薯公爵）
- 閃靈二人組（凱特）
- F-ZERO 法爾康傳說（日语：F-ZERO ファルコン伝説）（西奧）
- L/R -Licensed by Royal-（日语：L/R -Licensed by Royal-）（弗羅斯特）
- 魔法少年賈修（2003～2005，金山剛、便便小雞雞）
- 灰姑娘男孩（日语：シンデレラボーイ）（阿拉米斯[19]）
- SPACE PIRATE CAPTAIN HERLOCK（日语：SPACE PIRATE CAPTAIN HERLOCK）（帕克博士）
- 高橋留美子劇場（裕子的丈夫、幸惠的丈夫、年輕人、伊達、阿九、義父、戈加斯）
- 偵探學園Q（福永宏和）
- 第一神拳 Champion Road（青木勝）
- 冒險遊記Pluster World（波德尼克[20]）
- 波波羅古洛伊斯（馬爾科、頓）
- 坦克王（パワーショベルポトリス）
- ONE PIECE（2003～2016，貝拉密[21]、拉爾哥、范德戴肯九世）

2004年
- 頭文字D Fourth Stage（健二）
- 怪傑佐羅利（2004～2007，宇宙人）2系列
- 北方戀曲 ～Diamond Dust Drops～（永井）
- 今日大魔王！（克林特）
- 極道鮮師（宮田）
- 鐵人28號 (2004年版)（助川）
- 爆裂天使（馮）
- 神奇寶貝超世代（甚平）
- MONSTER（古斯塔夫）
- 舞-HiME（宗像陣）

2005年
- 草莓100%（小宮山力也）
- 植木的法則（卡爾·P·阿喬）
- 吟遊默示錄（道格拉斯）
- 甲蟲王者 森林居民的傳說（亞比）
- 地獄少女（稻垣隆史）
- 請我的旋律（巴庫）
- 鬥牌傳說赤木 ～降臨黑暗的天才～（矢木圭次）
- 哆啦A夢 (水田山葵版)（2005～，老師 等）
- Patalliro 西遊記！（日语：パタリロ西遊記!）（張大人）
- 光之美少女 Max Heart（拉卡斯）
- BLEACH（志波岩鷲）
- 魔豆傳奇（小銀、潘歐）

2006年
- 怪 ～ayakashi～ 四谷怪談（佐藤與茂七）
- 花漾明星KIRARIN（後藤）
- 飛天小女警Z（金槍魚怪物、手津數武佐男）
- TOKKO 特公（國樹田薰）
- BLACK LAGOON The Second Barrage（查卡）
- 狗狗向前衝（莫普）

2007年
- Yes！光之美少女5（布比）
- Eleking the Animation（日语：エレキング (漫画)）（赤、貓氏、尤拉西亞夫）
- 鬼太郎 (第5作)（2007～2009，鼠男、芝天）
- 逮捕令 全速前進（計程車男、店長）
- 火影忍者疾風傳（宇智波帶土〈鳶〉）
- 向陽素描（電視的聲音1）
- 藍龍 天界的七龍（法吉諾）

2008年
- Yes！光之美少女5GoGo！（布比）
- 銀魂（切利上校）
- 今日大魔王！3（蘭吉爾）
- Keroro軍曹（偽／）
- 骷髏13 (2008年版)（機器人）
- 星際寶貝（史帕基）
- 全力兔（老爺子）
- 洋蔥和尚朝太郎（日语：ねぎぼうずのあさたろう）（昆布）
- RoboDz 風雲篇（日语：ロボディーズ -RoboDz- 風雲篇）（部下B）
- ONE OUTS（中根）

2009年
- 青色文學系列「人間失格」（堀木）
- 怪談餐館（機械金次郎）
- 第一神拳 New Challenger（青木勝）
- （青蛙王子）
- 戰鬥陀螺 鋼鐵奇兵（熊手熊介）
- 鲁邦三世VS名偵探柯南（高木涉）

2010年
- 屍鬼（辰巳）
- 決鬥大師 Cross Shock（EXE Drive）
- 無頭騎士異聞錄 DuRaRaRa!!（法螺田）
- 變身！公主偶像（伊納貢）
- 妖怪少爺（化野）
- 花樣河童（日语：はなかっぱ）（黑羽屋蝶兵衛、獅子十六博士、棘次郎 等）

2011年
- X戰警 (2011年動畫)（日语：エックスメン (2011年のアニメ)）（托德）
- 電視漫畫 昭和物語（高柳良）
- 美食獵人TORIKO（將肯）
- 惡魔奶爸（巴提姆·多·艾姆那·亞蘭德隆）
- 神奇寶貝超級願望（雷昂）
- 魔術快斗（假面超人）
- Rio RainbowGate！（歐林·登喜路）

2012年
- 頭文字D Fifth Stage（健二）
- Smile 光之美少女！（深澤監督）
- 數碼寶貝合體戰爭 ～穿越時空的少年獵人們～（鬼牌獸）
- 李洛克的青春全力忍傳（鳶）

2013年
- 決鬥大師 VS（卡茨頓）
- 第一神拳 Rising（青木勝）
- HUNTER×HUNTER (新版)（拿酷戮·拜因[22]）

2014年
- 頭文字D Final Stage（健二）
- WIZARD BARRISTERS ～弁魔士賽希爾（蝶野瀨芹[23]）
- 金田一少年之事件簿R（正野刑警）
- 武士弗拉明戈（毒毒毒）
- SHIROBAKO（2014～2015，丸川正人、伊波政彥、水山康宏、廣告代理店、代理店）
- 決鬥大師 VS（卡茨頓）
- 未來卡片 戰鬥夥伴（指揮官I、怒野鐵爪、血刀 鬼面齋、迅雷騎士團鐵拳龍）
- 名偵探柯南 江戶川柯南失蹤事件 ～史上最糟糕的兩天～（小嶋元太）

2015年
- 潮與虎（衾）
- 小松先生（軸藏）
- 血界戰線（裁判）
- 決鬥大師 VSR（ハムカツ）
- 無頭騎士異聞錄 DuRaRaRa!!×2 轉（法螺田）
- 未來卡片 戰鬥夥伴100（2015～2016，指揮官I[24]、怒野鐵爪、天輪霸王 Gang the King、淵神和津斗）
- 神奇寶貝XY（法蘭克）
- 一拳超人（釘錘頭）

2016年
- 宇宙巡警露露子（MACHSPEED）
- 機動戰士鋼彈UC RE:0096（亞伯特·畢斯特[25]）
- JoJo的奇妙冒險 不碎鑽石（虹村億泰[26]）
- 救難小英雄24（克萊夫）
- 數碼寶貝宇宙 應用怪獸（應用驅動DUO[27]、新海電衛門）
- 決鬥大師 VSRF（ハムカツ）
- 漂流武士（日舞小子[28]）
- 魔法護士小麥R（錦鯉怪人）
- 名偵探柯南 Episode"ONE" 變小的名偵探（小嶋元太、高木涉）
- 名偵探柯南 柯南與海老藏 歌舞伎十八番推理（日语：名探偵コナン コナンと海老蔵 歌舞伎十八番ミステリー）（小嶋元太、高木涉）
- 路人超能100（男店員）

2017年
- 新撰組鎮魂歌 二分之一（日语：ちるらん 新撰組鎮魂歌）（近藤勇[29]、旁白）
- 鬼平（伊砂的善八）
- AKIBA'S TRIP -THE ANIMATION-（黑井勤[30]）
- 龍的牙醫（家村宗達[31]）
- 信長的忍者、信長的忍者 ～伊勢·金崎篇～（足利義昭）
- 決鬥大師 (2017年版)（旁白之助）
- 水嫩小嘰!!（日语：プリプリちぃちゃん!!）（地底魔人）

2018年
- IDOLiSH7 偶像星願（Mr.下岡）
- 我家的烏丘帕斯（日语：うちのウッチョパス）（爸爸）
- BASILISK ～櫻花忍法帖～（德川家光）
- POP TEAM EPIC（PIPI美〈第10話B段〉）
- 凱拉與蝌蚪島（日语：キャラとおたまじゃくし島）
- 惡偶 -天才人形-（羅正[32]）
- 後街女孩（石油危機山越）
- 深夜！天才妙老爹（日语：深夜!天才バカボン）（辻田、帶孩子的父親）
- 天空與海洋之間（萬年玲二[33]）
- 錢進球場（樹六破）
- 擁抱！光之美少女（布比）
- 鬼太郎 (第6作)（白山坊[34]）
- 宇宙戰艦提拉米斯II（編輯）

2019年
- 刀劍神域 Alicization、刀劍神域 Alicization War of Underworld（裘迪魯金）
- 粉彩回憶（味道大師）
- MIX（立花英介[35]）
- BAKUMATSU CRISIS（日语：恋愛幕末カレシ〜時の彼方で花咲く恋〜）（服部半藏）
- COP CRAFT（西斯·歐尼爾[36]）
- 鬼滅之刃（鎹鴉）
- 索斯機械獸WILD ZERO（艾特·邁爾斯）

2020年
- 異獸魔都（開曼[37]）
- IDOLiSH7 偶像星願-Second BEAT!（Mr.下岡）
- 闇影詩章（Fünf）
- 龍族拼圖（窯火爆次郎）

2021年
- 哥斯拉 奇異點（大瀧吾郎[38]）
- 通靈王（第2作）（蜥蜴郎、凱文·孟岱爾）
- 青梅竹馬絕對不會輸的戀愛喜劇（赫迪·瞬）
- 龍先生、想要買個家。（矮精靈B）
- 暗黑企業的迷宮（哥布林上司）
- IDOLiSH7 偶像星願-Third BEAT!（Mr.下岡）
- 我立於百萬生命之上（遊戲管理員）

2022年
- 天才王子的赤字國家重生術（歐托萊薩）
- Estab-Life Great Escape（クライアント男）
- 轉生賢者的異世界生活～取得第二職業，成為世界最強～（普萊德狼[39]）
- 幕末替身傳說（逆太郎[40]）
- 寶可夢 旅途（朴樹）
- 小邪神飛踢X（輓馬神）
- 異世界歸來的舅舅（千秋）
- 影宅 -2nd Season-（托馬斯）
- 名偵探柯南 犯人·犯澤先生（小嶋元太）
- 福星小子（第2作）（錯亂僧[41]、花瓶）
- 聖劍傳說 Legend of Mana -The Teardrop Crystal-（尼基塔[42]）
- BLEACH 千年血戰篇（志波岩鷲）

2023年
- 福星小子（第2作）（友商超人、好色前輩）
- TRIGUN STAMPEDE（E·G·地雷[43]）
- MIX 第二季 ～第二個夏天，邁向晴空～（立花英介）
- 屁屁偵探（カーリー）
- 神劍闖江湖－明治劍客浪漫譚－（比留間伍兵衛）
- 希望之力～成年光之美少女'23～（布比[44]）
- 川越男子歌唱團（小橋政人）

2024年
- 七大罪 啟示錄四騎士（阿德貝格）
- 通靈王FLOWERS（蜥蜴郎[45]）
- 迷宮飯（吉林）
- 金剛戰神U（布拉奇[46]）
- ONE PIECE（傑克斯〈代替〉[47]）
- MF GHOST 燃油車鬥魂（健二[48]）

2025年
- 異修羅（第一千零一隻的基其塔·索奇[49]）

### 電影動畫
1991年
- 老人Z（記者C）

1996年
- 金田一少年之事件簿：歌劇院新殺人事件（瀧澤厚）

1997年
- 喀喀喀的鬼太郎 妖怪午夜棒球（秤豆妖（日语：小豆はかり））
- 名偵探柯南：引爆摩天樓（小嶋元太）

1998年
- 劇場版 神奇寶貝：超夢的逆襲（海男）
- 名偵探柯南：第十四號獵物（小嶋元太）

1999年
- 金田一少年之事件簿2：殺戮的深藍（道真刑警）
- 劇場版 天地無用！in LOVE 2 遙遠的思念（火美猛）
- 名偵探柯南：世紀末的魔術師（小嶋元太、高木涉）
- 火線先鋒大吾：火災現場的大傻瓜（朝比奈大吾）

2000年
- 名偵探柯南：瞳孔中的暗殺者（小嶋元太、高木涉）

2001年
- 頭文字D Third Stage（健二）
- 名偵探柯南：往天國的倒數計時（小嶋元太、高木涉）
- ONE PIECE 傑克斯的狂歡舞會（傑克斯）

2002年
- 極速戰警eX-D the movie（日语：エクスドライバー）（大衛特）
- 名偵探柯南：貝克街的亡靈（小嶋元太）

2003年
- 劇場版 我們這一家[[[Wikipedia:格式手册/链接#章節|錨點失效]]]（田中）
- 名偵探柯南：迷宮的十字路（小嶋元太、高木涉）

2004年
- DEAD LEAVES（日语：DEAD LEAVES）（庸醫）
- 名偵探柯南：銀翼的奇術師（小嶋元太、高木涉）

2005年
- 魔法少年賈修：機械巴爾漢來襲（金山剛）
- 名偵探柯南：水平線上的陰謀（小嶋元太、高木涉）

2006年
- 劇場版 動物之森（呂遊）
- 名偵探柯南：偵探們的鎮魂歌（小嶋元太、高木涉）

2007年
- 馬西利特博士 阿拉蕾（宇宙人）
- 哆啦A夢：大雄的新魔界大冒險 ～7人魔法使～（老師）
- 名偵探柯南：紺碧之棺（小嶋元太、高木涉）

2008年
- 劇場版 Yes！光之美少女5GoGo！甜點王國歡樂的生日聚會♪（布比[50]）
- 劇場版 鬼太郎 日本爆裂!!（鼠男）
- 咯咯咯祭典!! 五大鬼太郎（鼠男）
- 名偵探柯南：戰慄的樂譜（小嶋元太、高木涉）

2009年
- 宵星傳奇 ～The First Strike～（古拉達納）
- 8月的交響曲 -澀谷2002～2003（日语：8月のシンフォニー -渋谷2002〜2003）（石田武士）
- 名偵探柯南：漆黑的追跡者（小嶋元太、高木涉）

2010年
- 劇場版 光之美少女 All Stars DX2：希望之光☆守護彩虹寶石！（拉卡斯、布比）
- 名偵探柯南：天空的劫難船（小嶋元太、高木涉[51]、魯邦[51]）

2011年
- 劇場版 忍者亂太郎：忍術學園全員出動之卷！（平瀧夜叉丸[52]）
- 超能奇兵：進化前篇TAO（立浪喬治）
- 電視漫畫 昭和物語 劇場版（高柳良）
- 哆啦A夢：新·大雄與鐵人兵團 ～振翅吧 天使們～（老師）
- 名偵探柯南：沉默的15分鐘（小嶋元太、高木涉）

2012年
- 名偵探柯南：第11位前鋒（小嶋元太、高木涉）

2013年
- 劇場版 花樣河童：開花！蝶之國的大冒險（日语：はなかっぱ）（黑羽根屋蝶兵衛）
- Kick-Heart（法沙）
- BAYONETTA BLOODYFATE（恩佐[53]）
- 名偵探柯南：絕海的偵探（小嶋元太、高木涉）
- 魯邦三世VS名偵探柯南 THE MOVIE（小嶋元太、高木涉）

2014年
- STAND BY ME 哆啦A夢（老師）
- 名偵探柯南：異次元的狙擊手（小嶋元太、高木涉）

2015年
- GAMBA 甘巴與冒險夥伴們（日语：冒険者たち ガンバと15ひきの仲間）（滿腹[54]）
- 名偵探柯南：業火的向日葵（小嶋元太、魯邦、假面超人）

2016年
- 王者之劍 最終幻想XV（佩魯納·卡拉[55]）
- 名偵探柯南：純黑的惡夢（小嶋元太、高木涉）
- ONE PIECE FILM GOLD（長長海賊團船長[56]）

2017年
- 劇場版 FAIRY TAIL -DRAGON CRY-（國王〈托馬·E·菲歐烈〉）
- DC超級英雄 vs 鷹之爪團（日语：秘密結社鷹の爪）（鋼骨）
- 午睡公主 ～不為人知的故事～（佐渡）
- 名偵探柯南：唐紅的戀歌（小嶋元太）

2018年
- 劇場版 無敵鐵金剛／INFINITY（阿強[57]）
- 忍者蝙蝠俠（小丑[58]）
- 名偵探柯南：零的執行人（小嶋元太、高木涉）

2019年
- Code Geass 復活的魯路修（比透[59]）
- PSYCHO-PASS Sinners of the System Case.3「恩仇的彼方」（策林·古隆[60]）
- 哆啦A夢：大雄的月球探測記（老師）
- 名偵探柯南：紺青之拳（小嶋元太）
- 生日幻境（烏丹、諾阿爾）

2020年
- 劇場版 SHIROBAKO（丸川正人、伊波政彥[61]）
- 哆啦A夢：大雄的新恐龍（老師）
- 劇場版 BEM ～成為人類～（德拉寇[62]）

2021年
- Healin' Good ♥ 光之美少女 夢想的小鎮心動不已！GoGo！大變身！！（埃戈埃戈）
- 名偵探柯南：緋色的彈丸（小嶋元太、高木涉）
- 神在月的孩子（龍神）

2022年
- 名偵探柯南：萬聖節的新娘（高木涉、小嶋元太）

2023年
- 哆啦A梦：大雄与天空的理想乡（老师）
- 名偵探柯南：黑铁的鱼影（小嶋元太）

2025年
- 凡爾賽玫瑰（德·肯梅涅公爵[63]）
- 名偵探柯南：獨眼的殘像（高木涉、小嶋元太）

### OVA
1989年
- MEGAZONE23 III（EX局員）

1990年
- A.D.POLICE（日语：A.D.POLICE）
- SOL BIANCA（日语：SOL BIANCA）
- YJ版檸檬天使（日语：レモンエンジェル (漫画)）（鍵盤手〈樂隊夥伴〉）
- 羅德斯島戰記（村人、士兵）

1991年
- 一本包丁滿太郎（日语：一本包丁満太郎）（庫克1）
- EXPER ZENON（日语：EXPER ZENON）（諾里）
- NG騎士檸檬汽水&40 EX 畢克龐貝達城冒險 愛的狂瀾大作戰（增成、赤堀社員）
- 奇兵大冒險 風之塔（隊員A）
- 御宅族錄影帶（北島）
- 乙姬CONNECTION（日语：乙姫CONNECTION）（林）
- 大盜五右衛門 次元城的惡夢（日语：がんばれゴエモン 次元城の悪夢）（金桑）
- 硬派銀次郎（日语：硬派銀次郎）（蟋蟀）
- 夢回綠園（栃澤）
- THE八犬傳
- 柔道部物語（日语：柔道部物語）（內田修一）
- 超人洛克 新世界戰隊（日语：超人ロック#OVA・新世界戦隊）（機師）
- 魔獸戰士露娜·華爾格（日语：魔獣戦士ルナ・ヴァルガー）（丹巴斯的士兵）
- Money Wars ～被狙擊的海上渡假村計劃～（日语：マネーウォーズ）

1992年
- Wolf Guy ～狼的紋章～（日语：ウルフガイ）（石塚醫師）
- 永遠的法蓮娜（日语：永遠のフィレーナ）（播報員）
- 鴉天狗KA·BU·TO 黃金之眼的野獸（門弟A、士兵C）
- 幻想敘譚（日语：幻想叙譚エルシア）（范克）
- 天地無用！魎皇鬼 第一期（火美猛）
- 電影少女 -VIDEO GIRL AI-（輕薄男孩）
- 巴比倫2世（A）
- 萬能文化貓娘（店長）

1993年
- 代紋TAKE2 第II章（日语：代紋TAKE2）（淺野洋一）
- 我是大哥大!!（小山太郎）
- 紺碧艦隊（宮城彥佐、金梅爾士官）
- The Cockpit（日语：戦場まんがシリーズ）（銃手A）
- 流星機學生霸（日语：流星機ガクセイバー）（佐藤）

1994年
- I·R·I·A ZEIRAM THE ANIMATION（日语：I・R・I・A ZEIRAM THE ANIMATION）（傑拉姆·南普）
- 宇宙騎士BLADE II（川上隼人）
- 電腦少女Compiler（日语：Compiler）（男、評議員D）
- 新·甜心戰士（早見赤株）
- 天地無用！魎皇鬼 第二期（火美猛）
- 嬌娃夏生的危機（日语：なつきクライシス）（小橋健太）

1995年
- 奧美蒂III（洛威爾·甘佐）
- Idol Project（日语：アイドルプロジェクト）（伊布爾）
- （赤城直巳）
- 學校的幽靈
- 機械女神R（播報員）
- 精靈使（日语：精霊使い）（我市）
- 黃金小子（動畫師E）
- 妖精姬（日语：妖精姫レーン）（課長）

1996年
- 銀河英雄傳說（弑逆未遂犯）
- 秀逗魔導士 SPECIAL（獸人A）
- BURN-UP W（犯人B）
- 火焰之紋章 紋章之謎（巴茲）
- BRONZE ZETSUAI since 1989（日语：絶愛-1989-）（記者A）
- （ 等）

1997年
- 銀河英雄傳說（吉利森貝克大將）
- 工業哀歌排球男孩（日语：工業哀歌バレーボーイズ）（谷口剛士）
- 魔法王國的俏皮小公主（日语：でたとこプリンセス）（手下A）
- 夢幻遊戲 第二部（飛皋）
- 魔界公主（水城祐介）

1998年
- 紺碧艦隊（阿比留二郎）
- 世紀末領袖傳（日语：世紀末リーダー外伝たけし!）
- DINOZAURS（日语：ダイノゾーン）
- ONE PIECE 打倒！海賊強薩克！（羅羅亞·索隆）

1999年
- 青山剛昌短篇集 夏日的聖誕老人（原佳祐）
- 名偵探柯南 來體驗一下繩文吧！（小元太）
- 最遊記（玄奘三藏）
- 浪客劍心 追憶篇（高杉晉作）

2000年
- 快打旋風ZERO -THE ANIMATION-（阿頓（日语：アドン (ストリートファイター)））
- 名偵探柯南（小元太）
  - 柯南vs基德vs鐵劍 寶刀爭奪大決戰
  - 互聯網謎之郵件事件

2001年
- 人造人基凱達01 THE ANIMATION（日语：人造人間キカイダー THE ANIMATION）（揮大坊玲次郎）
- 名偵探柯南
  - 來自金字塔的挑戰書！（小嶋元太）
  - 追蹤神秘的水星怪獸！（小嶋元太、假面超人）

2002年
- 怪傑佐羅利之恐怖的新娘作戰!!（伊豬豬）
- 名偵探柯南
  - 16個嫌疑犯（小嶋元太、高木涉）
  - 逼近古代恐龍之謎！（小嶋元太）
- 洛克人 星星的願望（日语：ロックマン 星に願いを）（萊西）

2003年
- 機動新撰組 萌之劍（牛頭大王）
- 天地無用！魎皇鬼 第三期（火美猛）
- 第一神拳 間柴vs木村 死刑執行（青木勝）
- 名偵探柯南
  - 柯南、平次與失蹤的少年!!（小嶋元太、大澤健太）
  - 小鎮探險！獲取動物標識吧！（小嶋元太）
- 萌娘商社 THE ANIMATION（日语：モエかん）（老爺爺）

2004年
- 盜賊王JING in Seventh Heaven（馬拉斯基諾）
- 魔法護士小麥Z（記者）

2005年
- 名偵探柯南 以毛利小五郎為目標!! 少年偵探團的秘密調查!!（小嶋元太）

2006年
- 麵包超人與開始吧！來玩平假名吧（兔子司機）
- 淫夢 ～恥辱的果肉祭～ 2nd night（高坂大輔）
- BALDR FORCE EXE RESOLUTION（玄葉）
- HELLSING（楊·瓦倫汀）

2007年
- 名偵探柯南 來自阿笠的挑戰書！阿笠對決柯南和少年偵探團!!（小嶋元太）

2008年
- 名偵探柯南
  - 女高中生偵探 鈴木園子事件簿（小嶋元太、高木涉）
  - MAGIC FILE 工藤新一 謎之牆壁和黑色拉布拉犬事件（小嶋元太）

2009年
- 出包王女 OVA（杉谷）
- 名偵探柯南（小元太）
  - 十年後的陌生人
  - MAGIC FILE2 新一與小蘭 麻將牌與七夕的回憶

2010年
- 機動戰士鋼彈UC（亞伯特·畢斯特）
- 惡魔奶爸 ～撿到大魔王的嬰兒!?～（巴提姆·多·艾姆那·亞蘭德隆）[注 1]
- 小泉麻將傳說 -The Legend of KOIZUMI-（正男）
- 名偵探柯南（小元太）
  - 怪盜基德在陷阱之島
  - MAGIC FILE3 通往大阪什錦煎餅的艱辛之路

2011年
- 名偵探柯南（小元太）
  - MAGIC FILE2011 新潟～東京 禮物狂想曲
  - 來自倫敦的秘密指令

2012年
- 金田一少年之事件簿 黑魔術殺人事件（正野刑警）
- 名偵探柯南 傳說中的球棒的奇蹟（小嶋元太、高木涉）

2017年
- 蒼藍雷霆 鋼佛特[64]
- 岸邊露伴一動也不動（虹村億泰）
- 漂流武士 第十三幕、第十四幕（聖丹斯·基德）

2018年
- 路人超能100 REIGEN～不為人知奇蹟的靈能力者～（男店員）
- 岸邊露伴一動不動 EPISODE #02 六壁坂（虹村億泰[65]）
- 黃金神威（久壽田馬吉[66]）[注 2]

2020年
- 岸邊露伴一動不動 EPISODE #16 懺悔室（虹村億泰）

### 網路動畫
2013年
- 另一種未來。（後藤五郎[67]）

2014年
- 巴哈姆特之怒（ハイデーモン）
- 名偵探柯南 逃亡者，毛利小五郎（小嶋元太）

2016年
- 殘念中高年的健康見榮講座（日语：気まぐれコンセプト）（熊田[68]）
- 寶可夢世代（拉姆達[69]）

2018年
- 怪物彈珠（國王庫洛奇[70]）

2019年
- OBSOLETE（日语：OBSOLETE）（費爾南多[71]）

2021年
- 終末的女武神（宙斯）

2022年
- 電馭叛客：邊緣行者（皮拉）

2023年
- 終末的女武神II（宙斯、近藤勇）

2025年
- 忍者蝙蝠俠VS極道聯盟（小丑[72]）
- 終末的女武神III（宙斯[73]）

### 遊戲
1991年
1992年
- 熱血行進曲（山田大樹、七瀨遙、前田亨、服部龍一、熊田重藏）[注 3]

1993年
- （雷帕德）
- 聖魔伝説3×3EYES（納帕魯巴）
- 熱血物語（山田大樹）[注 3]

1994年
- Basted（日语：バステッド (ゲーム)）（加爾西亞）

1995年
- 歌舞伎 一刀涼談（日语：カブキ一刀涼談）（甚五郎）
- 空想科學世界（其他）
- 快打旋風ZERO（巴迪（日语：バーディー (ストリートファイター)）、阿頓（日语：アドン (ストリートファイター)）、索多姆（日语：ソドム (ファイナルファイト)））
- 鐵拳2（三島平八、雷武龍）
- 王國傳說（拉斯提）

1996年
- X戰警 VS. 快打旋風（日语：X-MEN VS. STREET FIGHTER）（桑吉爾夫）
- 前進吧！對戰益智球（日语：対戦ぱずるだま#進め!対戦ぱずるだま）（政、珍寶菜）
- 快打旋風EX（日语：ストリートファイターEX）（桑吉爾夫、德克托林·達克（日语：ドクトリン・ダーク））
- 快打旋風ZERO2（巴迪、阿頓、索多姆、桑吉爾夫、元（日语：元 (ストリートファイター)））
- 快打旋風ZERO2 ALPHA（巴迪、阿頓、索多姆、桑吉爾夫、元）
- 刀魂（御劍平四郎、黃星京）[注 4]
- （藍斯）
- 王國傳說2（拉斯提）
- 洛克人8 金屬英雄們（巨劍人、冰霜人）

1997年
- 阿爾納姆之翼 在燒塵之空的彼方（日语：アルナムの翼 焼塵の空の彼方へ）（修連）
- 問答七彩夢 虹色町的奇跡（日语：クイズなないろDREAMS 虹色町の奇跡）
- 快打旋風EX plus（桑吉爾夫、德克托林·達克）
- 快打旋風III（隆、陽（日语：ヤン (ストリートファイター)））
- 快打旋風III 2nd IMPACT（隆、陽、安德烈（日语：アンドレ (ファイナルファイト)#ヒューゴー））
- TILK ～從藍海飄來的少女～（卡斯）
- 天外魔境 第四默示錄（洛·杜克）
- 古墓奇兵（拉森）
- 袖珍快打（日语：ポケットファイター）（桑吉爾夫）
- 漫威超級英雄 VS. 快打旋風（日语：マーヴル・スーパーヒーローズ VS. ストリートファイター）（桑吉爾夫、機械桑吉爾夫）

1998年
- SD鋼彈 G世代系列（1998～2019，嘉羅德·蘭）12作品
- 金田一少年之事件簿 ～星見島 悲哀的復仇鬼～（支配人、船員）
- 袋狼大進擊賽車（コモド·ジョー）
- 時空偵探DD2 叛逆的阿普薩拉爾（三鷹和成）
- 前進吧！對戰益智球 鬥魂！丸玉町（政）
- 星際鬥劍2（日语：スターグラディエイター）（高爾、布拉德、謝伊卡、白虎、雷怨）
- 快打旋風EX2（桑吉爾夫、德克托林·達克）
- 快打旋風ZERO3（巴迪、阿頓、索多姆、桑吉爾夫、元）
- 宙斯 屠殺之心 2nd（日语：カルネージハート#ゼウス カルネージハートセカンド）
- 異域神兵（提摩西、觀測員）
- 劍魂（黃星京）
- （正光）
- 美少女纏組（日语：ファイアーウーマン纏組）（津島京介）
- Fighting Eyes（日语：ファイティングアイズ）（幻影）
- 漫威 vs. 卡普空 CLASH OF SUPER HEROES（日语：MARVEL VS. CAPCOM CLASH OF SUPER HEROES）（桑吉爾夫）
- 村越正海的爆釣日本列島
- 名偵探柯南（桂木、元太）
- 真實機器人終極大戰（日语：リアルロボッツファイナルアタック）（嘉羅德·蘭）
- 雷蓋亞傳說（ヴァン）

1999年
- JoJo的奇妙冒險（阿拉伯胖子、卡梅歐、歐因哥、肯尼G）[注 4]
- 私立正義學園 熱血青春日記2（玩家自創角色〈男〉）
- 快打旋風EX2 PLUS（桑吉爾夫、德克托林·達克）
- 宙斯II 屠殺之心（日语：カルネージハート#ゼウスII カルネージハート）
- 閃耀大冒險（日语：グリントグリッター）
- 大盜五右衛門 雙六之魂（日语：ゴエモン もののけ双六）（歌舞伎、〈黑狸本步孤之助〉）
- 變異金屬百變金剛（日语：トランスフォーマー ビーストウォーズメタルス64）
- 變異金屬百變金剛 激戰！GANGAN BATTLE（日语：トランスフォーマー ビーストウォーズメタルス 激突!ガンガンバトル）
- 力石戰士（傑克）
- LOVE & DESTROY（日语：LOVE&DESTROY）（艾格）
- Little Lovers SHE SO GAME（日语：Little Lovers SHE SO GAME）（天方順一、田口〈體育老師〉、東本恭之）

2000年
- AZITO 3（宇宙人類）
- 袋狼大進擊嘉年華（日语：クラッシュ・バンディクー カーニバル）
- 快打旋風EX3（桑吉爾夫、德克托林·達克）
- 力石戰士2（傑克）
- 新世代機器人戰記2（日语：ブレイブサーガ2）
- 冒險時代活劇五右衛門（日语：冒険時代活劇ゴエモン）（河太郎 等）
- 波波羅古洛伊斯物語II（日语：ポポロクロイス物語II）
- 漫威 vs. 卡普空2 英雄們的新世紀（日语：MARVEL VS. CAPCOM 2 NEW AGE OF HEROES）（桑吉爾夫）
- 名偵探柯南 3人的名推理（小嶋元太、高木刑警）

2001年
- 大盜五右衛門 大江戶大回轉（日语：がんばれゴエモン〜大江戸大回転〜）
- 櫻花大戰3 ～巴黎在燃燒嗎～（西佐）
- 超級機器人大戰α外傳（嘉羅德·蘭）
- 古墓奇兵：編年史（拉森）
- 洛克人X6（蜻蜓指揮官、無限水蝨、達古拉斯、神秘科學家）

2002年
- 機動戰士鋼彈 基連的野望 吉翁獨立戰爭記（日语：機動戦士ガンダム ギレンの野望 ジオン独立戦争記）（加里·羅傑斯）
- Shinobi（日语：shinobi）（產土蛭子〈青年時期〉）
- 通靈王 Spirit of Shaman（蜥蜴郎）
- 魯莽天使（蘇我源造）
- 波波羅克洛伊斯 最初的冒險（日语：ポポロクロイス はじまりの冒険）（馬洛克）
- 名偵探柯南 最好的搭檔（高木刑警、小嶋元太、杉本哲平）
- 拉捷特與克拉克（史基德·米克馬克斯）

2003年
- SNK VS. CAPCOM SVC CHAOS（日语：SNK VS. CAPCOM SVC CHAOS）（雨果）
- 玩具戰爭（日语：ガチャフォース）（哲也、貓部）
- Kunoichi -忍-（日语：Kunoichi -忍-）（鬼火）
- 召喚夜響曲3（ビジュ）
- 通靈王 Soul Fight（蜥蜴郎）
- 洛克人X7（「狂亂之焰纏戰士」火焰土狼、「跳舞暗殺者」龍捲洋蔥）
- ONE PIECE 偉大航路之爭！3（日语：ONE PIECE グランドバトル! 3）（貝拉密）

2004年
- 決戰III（前田利家、本願寺顯如）
- 通靈王 堅定之魂（蜥蜴郎）[注 5]
- 捷克與達斯特2（日语：ジャック×ダクスター2）（貝克）
- 波波羅克洛伊斯 月之戒律的冒險（日语：ポポロクロイス 月の掟の冒険）（馬洛克）
- （史基德·米克馬克斯）

2005年
- 交響詩篇艾蕾卡7 TR1:NEW WAVE（フッキ·ズィーフ）
- 天外魔境III NAMIDA（鬼一番）
- 鋼之鍊金術師3 繼承神的少女（日语：鋼の錬金術師3 神を継ぐ少女）
- 雷霆任務5 ～戰爭的傷痕～（日语：FRONT MISSION5 Scars of the War）（艾德華·柯林斯）
- ONE PIECE 海盜嘉年華（日语：ONE PIECE パイレーツカーニバル）（貝拉密）

2006年
- 洛克人ZX（紫影狒狒·朋普魯）

2007年
- Another Century's Episode 3 THE FINAL（嘉羅德·蘭）
- 秘境探險：黃金城秘寶（艾迪·拉加）
- 鬼太郎妖怪大運動會（日语：ゲゲゲの鬼太郎 妖怪大運動会）（鼠男）
- 超級機器人大戰OG ORIGINAL GENERATIONS（費爾南多·阿爾杜克、戰士羅亞）
- 超級機器人大戰OG外傳（費爾南多·阿爾杜克、戰士羅亞）
- 哆啦A夢Wii 秘密道具王決定戰！（日语：ドラえもんWii ひみつ道具王決定戦!）（老師）
- 名偵探柯南 追憶的幻想（小嶋元太）

2008年
- 機動戰士鋼彈 鋼彈VS.鋼彈（日语：機動戦士ガンダム ガンダムVS.ガンダム）（嘉羅德·蘭）
- 超級機器人大戰Z（嘉羅德·蘭）

2009年
- 交響詩篇艾蕾卡7 TR2:NEW VISION（フッキ·ズィーフ）
- 機動戰士鋼彈 鋼彈VS.鋼彈NEXT（日语：機動戦士ガンダム ガンダムVS.ガンダムNEXT）（嘉羅德·蘭）
- 我的暑假4 瀨戶內少年偵探團「我與秘密地圖」（伯父2號〈島波忠雄〉）

2010年
- 心靈殺手（巴瑞·惠勒）
- 鋼彈無雙3（嘉羅德·蘭）
- 機動戰士鋼彈 極限vs.（日语：機動戦士ガンダム エクストリームバーサス）（嘉羅德·蘭）
- 王國之心 夢中降生（221號試品〈史帕基〉）
- 音速小子 繽紛色彩（丘伯特）
- 忍者亂太郎：學園對抗戰方塊之卷！（平瀧夜叉丸）
- 北斗無雙（傑基）
- 戰鬥陀螺 鋼鐵奇兵 爆神須佐之男來襲！（熊手熊介）
- 戰鬥陀螺 鋼鐵奇兵 攜帶版 超絕轉生！巴爾幹赫瑟斯（熊手熊介）
- 戰鬥陀螺 鋼鐵奇兵 頂上決戰！大爆炸（熊手熊介）
- 永恆的盡頭（オカマスター）

2011年
- Another Century's Episode Portable（嘉羅德·蘭）
- 第2次超級機器人大戰Z 破界篇／再世篇（嘉羅德·蘭）
- 美食獵人TORIKO 美食求生戰！（日语：トリコ グルメサバイバル!）（將肯）
- ONE PIECE 大決戰！2 新世界（日语：ONE PIECE ギガントバトル! 2 新世界）（班塔·戴肯九世）
- ONE PIECE ONEPY B MATCH IC（日语：ワンピーベリーマッチ）（班塔·戴肯九世）

2012年
- 機動戰士鋼彈 極限vs.火力全開（日语：機動戦士ガンダム エクストリームバーサス フルブースト）（嘉羅德·蘭）
- Kinect 星際大戰（日语：Kinect スター・ウォーズ）
- 真·北斗無雙（傑基[74]）
- 快打旋風 X 鐵拳（雨果）
- 惡魔召喚師 靈魂駭客（日语：デビルサマナー ソウルハッカーズ）（藍奇〈北川潤之介〉[75]）
- 美食獵人TORIKO 美食求生戰！2（日语：トリコ グルメサバイバル!2）（將肯）
- 美食獵人TORIKO 美食怪獸！（日语：トリコ グルメモンスターズ!）（將肯）
- PROJECT X ZONE（西佐[76]）
- 邊緣禁地2（Claptrap[77]）
- 極度混亂（布拉卡·巴隆）

2013年
- JoJo的奇妙冒險 全明星大亂鬥（日语：ジョジョの奇妙な冒険 オールスターバトル）（虹村億泰[78]）
- 真·女神轉生IV（マンセマット、久延毘古、的看守）
- 音速小子失落世界（日语：ソニック ロストワールド）（丘伯特）
- 美食獵人TORIKO 超美食大戰！（日语：トリコ グルメガバトル!）（將肯）
- 名偵探柯南 人偶交響曲（小嶋元太、高木涉[79]）

2014年
- 終極快打旋風IV（雨果[80]）
- 機動戰士鋼彈 極限vs. 全力爆發（日语：機動戦士ガンダム エクストリームバーサス マキシブースト）（嘉羅德·蘭）
- 火影忍者疾風傳 終極風暴革命（鳶[81]、宇智波帶人[82]）
- 第一神拳 THE FIGHTING！（青木勝[83]）
- 魔兵驚天錄（恩佐）[注 6]
- 魔兵驚天錄2（恩佐[84]）
- 邊緣禁地 續集前傳（Claptrap〈各種〉）
- 名偵探柯南 幻影狂詩曲（小嶋元太[85]、高木涉[86]）

2015年
- JoJo的奇妙冒險 天國之眼（日语：ジョジョの奇妙な冒険 アイズオブヘブン）（虹村億泰[87]）
- 第3次超級機器人大戰Z 天獄篇（嘉羅德·蘭、亞伯特·畢斯特）
- 無頭騎士異聞錄 DuRaRaRa!! Relay（法螺田[88]）
- 勇者鬥惡龍VIII 天空、碧海、大地與被詛咒的公主（拉普索恩〈小〉）
- 惡靈古堡 高畫質復刻版（布萊德·維克斯）
- PROJECT X ZONE 2：BRAVE NEW WORLD（日语：PROJECT X ZONE 2:BRAVE NEW WORLD）（西佐）
- ONE PIECE 海賊無雙3（貝拉密）

2016年
- 火影忍者疾風傳 終極風暴4（宇智波帶人[89]、鳶[90]）
- 無敵9號（熱霸[91]）
- 超級機器人大戰OG THE MOON DWELLERS（戰士羅亞）
- 女友伴身邊（惡講師[92]）
- 數碼寶貝宇宙 應用怪獸（APP DRIVE）
- 人中之龍6 生命詩篇。（舛添耕治[93]）

2017年
- 東京放學後召喚師（日语：東京放課後サモナーズ）（堤豐[94])
- 天空與海洋之間（萬年玲二）
- 音速小子 武力（丘伯特）

2018年
- 超級機器人大戰X-Ω（日语：スーパーロボット大戦X-Ω）（嘉羅德·蘭）
- Fighting EX Layer（日语：ファイティングEXレイヤー）（德克托林·達克）
- 鬼武者（木下藤吉郎[95]）

2019年
- Arc of Alchemist（日语：アークオブアルケミスト）（達瑞斯·肯德利克斯[96]）
- 音速小子搭檔組隊大賽車（丘伯特）
- 邊緣禁地3（Claptrap[97]）
- AI：夢境檔案（熊倉猛馬）
- 第五人格（魔术师）

2020年
- ONE PIECE 海賊無雙4（貝拉密）
- 最終幻想VII 重製版（貝格〈貝克〉）
- 白貓Project（阿匹斯[98]）
- 超級機器人大戰DD（戰士羅亞）
- 失落的方舟（蒼天武鬥祭主持人[99]）

2023年
- 超偵探事件簿 霧雨謎宮（司巴刻＝卡卓涅爾）

### 廣播劇CD
- 草莓100%（小宮山力也〈3卷－〉）
- 白色十字架 Wish A Dream Collection III THE ORCHID under THE SUN 太陽之蘭（齋藤輝男）
- NG騎士檸檬汽水&40 [2] （士兵）
- ！（中田勘吉）
- 機動戰士鋼彈NT 藍光特典廣播劇CD「獅子的歸來」（亞伯特·畢斯特[100]）
- 廣播劇CD（傑恩德（明超次））
- 閃靈二人組 奪回永遠的羈絆！篇2 ～Bug's Karma～（奏蟬丸）
- （瓜谷）
- 艾尼克斯廣播劇CD精選輯 最遊記（玄奘三藏）
- 大聲叫出來！（日语：叫んでやるぜ!#ドラマCD）系列（塚本經紀人）
- CD劇場 勇者鬥惡龍V（日语：CDシアター ドラゴンクエスト）（傑米）
- 集英社卡式錄音帶書 JoJo的奇妙冒險 第1卷 空條承太郎參見之卷（不良B）
- 一定能幸福（日语：しあわせにできる）系列 1～5（豐川課長）
- 快打旋風EX 廣播劇CD（日语：ストリートファイターEX#ラジオドラマ・ドラマCD）（德克托林·達克（日语：ドクトリン・ダーク））
- G奇幻漫畫CD精選 聖火降魔錄 暗黑龍與光之劍Vol.1（凱因）
- DOUBLE CALL（日语：DOUBLE CALL）系列 1～7（風祭礼二郎）
- Charming 原創形象專輯（日语：ちゃーみんぐ）（根本遼太）
- 長系列（日语：ちょーシリーズ）（艾倫王子）
- D·N·ANGEL WINK系列（冴原剛）
- 你為什麼流淚了（小栗）
- 「時間的超級英雄」第4彈「小孩子☆一寸法師」（老爺爺、老奶奶）
- 忍者亂太郎系列
  - 忍者亂太郎 廣播劇CD 二之卷（平瀧夜叉丸、〈漢字不明〉）
  - 忍者亂太郎 廣播劇CD 體育委員會之卷（平瀧夜叉丸）
  - 忍者亂太郎 廣播劇CD 四年級之卷（平瀧夜叉丸）
  - 忍者亂太郎 廣播劇CD 伊組之卷 ～中卷～（平瀧夜叉丸）
- 熱血！聲優物語 大聲叫出來！（日语：叫んでやるぜ!#ドラマCD） 1～4系列（塚本經紀人）
- 奔跑吧！T高籃球社（日语：走れ!T高バスケット部）（齋藤健太）
- 花之飛鳥組！（日语：花のあすか組!#ドラマCD1）（星探）
- 來組樂團吧！OSIRIS「Voice」（尾根製作人）
- 放學後再推理（城之內室長）
- 魔界學園II 激鬥篇（學生A、社員A）
- 街 第Q之男 ～Q是question的Q～（日语：街 〜運命の交差点〜#ラジオドラマ）（高峰隆士）
- 咕嚕咕嚕魔法陣系列（蓋爾）
- 無限邊疆EXCEED 超級機器人大戰OG 特別廣播劇CD「無限扉繪」（日语：無限のフロンティアEXCEED スーパーロボット大戦OGサーガ）（羅亞）
- 無責任艦長 MUSIC FILE6 "運否天賦UNPUTENPU"（上尉）
- 萌娘商社（日语：モエかん）（老爹）
- 幸運男子 -幸運小子-（日语：幸運男子 -ラッキーくん-#ドラマCD）（三島）
- REVERY EARTH（日语：レヴァリアース） 能呼喚幸運的手鐲!?
- 重灌大碟洛克人零（米蘭）
- 惡魔在身邊（上條優一）
- 月刊純愛手札No.1～6（藤堂廣志）

### 廣播劇
- （三之輪涼子（日语：ALCBANE））[注 7]
- 最終幻想戰略版Advance（艾澤爾·巴爾比艾）

### 特攝片
- 騎士龍戰隊龍裝者（火山劍龍）

### 外語配音

#### 演員
辛·艾斯丁
- 24 (第5季)（Lynn McGill）
- 初戀50次（Doug Whitmore）
- 活屍末日（Jim Kent）

傑克·布萊克
- 王牌自拍秀（英语：Be Kind Rewind）（Jerry McLean）
- 年度鳥事（Brad Harris）
- D號列車（英语：The D Train）（Daniel Gregory Landsman）
- 怪物遊戲（R·L·斯坦／腹語術人偶史賴皮（英语：Slappy the Dummy）的聲音／透明人的聲音）
  - 怪物遊戲2：妖獸讚（R. L. Stine）
- 小人國大歷險（萊繆爾·格列佛[101]）
- 失戀排行榜（巴瑞·賈德）
- 野蠻遊戲：瘋狂叢林（Sheldon "Shelly" Oberon[102]）
  - 野蠻遊戲：全面晉級（Sheldon "Shelly" Oberon[103]）
- 金剛（卡爾·丹漢（英语：Carl Denham））※僅預告片。
- 衰腳神父（Ignacio／Nacho）
- 波爾卡舞王（英语：The Polka King）（揚·勒萬（英语：Jan Lewan））
- 性愛錄影帶（「YouPorn」老闆）
- 情人眼裡出西施（Hal Larson）

查理·卓别林
- 遇雨（英语：Caught in the Rain）（旅館醉客）※STAR CHANNEL（日语：スター・チャンネル）版。
- 威尼斯兒童賽車（賽車場觀眾）※STAR CHANNEL版。
- 奇怪的氣體（英语：Laughing Gas (1914 film)）（齒科助理）※STAR CHANNEL版。
- 謀生之路（時髦男詐欺師）※STAR CHANNEL版。

亞倫·甘明
- 小鬼大間諜（Fegan Floop）※機內上映版。
- 藍色小精靈系列（小勇敢〈配音〉）
  - 藍色小精靈
  - 藍色小精靈2

麥克·埃普斯
- 拜見布萊克一家（英语：Meet the Blacks）（Carl Black）
- 惡靈古堡系列（Lloyd Jefferson "L.J." Wade）
  - 惡靈古堡2：啟示錄 ※富士電視台版。
  - 惡靈古堡3：大滅絕 ※朝日電視台版。

傑米·福克斯
- 超完美分手大全（英语：Breakin' All the Rules）（Quincy Watson）
- 落日殺神（Max）
- 反恐戰場（Ronald Fleury）

喬許·蓋德
- 為了與你相遇（貝利、巴迪、提諾、艾莉[104]）
  - 狗狗的旅程（貝利、莫里、大狗、馬克斯[105]）
- 賈伯斯（Stephen Wozniak）

小古巴·古丁
- 白宮管家（Carter Wilson）※BS JAPAN版。
- 老爸夏令營（Charlie Hinton）
- 末日遊戲（英语：End Game (2006 film)）（Alex Thomas）
- 億萬唱詩班（英语：The Fighting Temptations）（Darrin Hill）
- 惡夜追殺令（英语：Judgment Night (film)）（Mike Peterson）
- 珍珠港（多里斯·米勒）※朝日電視台版。

陶比·瓊斯
- 哈利·波特系列（Dobby）
  - 哈利·波特：消失的密室
  - 哈利·波特與死亡聖器（上）
- 侏羅紀世界：殞落國度（Gunnar Eversoll[106]）
- 白雪公主與獵人（小矮人Coll[107]）

約翰·李古查摩
- 殲滅13區（英语：Assault on Precinct 13 (2005 film)）（Beck）※朝日電視台版。
- 五星主廚快餐車（Martin）
- 急診室的春天 (第12季)（Victor Clemente醫生）

克里斯·洛克
- 神鬼拍檔（英语：Bad Company (2002 film)）（Jacob "Jake" Hayes）※影碟版、富士電視台版。
- 花心大少闖情關（英语：Boomerang (1992 film)）（Bony T）※富士電視台版。
- 科倫拜校園事件
- 轟天炮4（Lee Butters）※日本電視台版、朝日電視台版。

西恩·威廉·史考特
- 美國派系列（Steve Stifler）
  - 美國派
  - 美國派2
  - 美國派3：美國婚禮
  - 美國派4：美國重逢
- 地球再發育（Wayne Gray）※日本電視台版。
- 南方傳奇（Roland Taverner）

史提夫·扎恩
- 致命玩笑（英语：Joy Ride (2001 film)）（富勒·托馬斯）※東京電視台版。
- 四個畢業生（薩米·格雷）
- 電子情書（喬治·帕帕斯）※富士電視台版。

#### 電影
- 三個傻瓜（Farhan Qureshi〈馬德哈萬〉）※BS JAPAN版。
- 回到17歲（Ned Gold〈托馬斯·列儂〉）
- 八百顆子彈（英语：800 Bullets）（Manuel〈Manuel Tallafé〉）
- 英雄本色（宋子杰〈張國榮〉）※CULTURE PUBLISHERS版DVD。
- 英雄本色II（宋子杰〈張國榮〉）※CULTURE PUBLISHERS版DVD。
- 狂野武士（Wat〈阿蘭·圖代克〉）※影碟版。
- 心機掃描（James Barris〈小羅伯特·唐尼〉）
- 鹿兄鼠弟（英语：The Adventures of Rocky and Bullwinkle）（Lewis〈Kenan Thompson〉）
- 美國鄉巴佬（比爾〈勞勃·許奈德〉）
- 美國派5：裸體馬拉松（杜懷特·史戴弗勒〈斯蒂夫·泰利〉）
  - 美國派6：兄弟會（杜懷特·史戴弗勒〈斯蒂夫·泰利〉）
- 美色殺人狂（保羅·艾倫〈傑瑞德·雷托〉）※影碟版。
- 美國狼人在巴黎（布拉德〈文斯·維羅夫（英语：Vince Vieluf）〉）※東京電視台版。
- 大蟒蛇2：血蘭花（科爾·伯里斯〈尤金尼·伯德〉）
- 布魯克林最憤怒的人（英语：The Angriest Man in Brooklyn）（阿龍·阿特曼〈彼特·丁拉基〉）
- 小鬼上路（英语：Are We There Yet? (film)）（尼克·佩爾森〈艾斯·庫伯〉）
- 小鬼上路2（英语：Are We Done Yet?）（尼克·佩爾森〈艾斯·庫伯〉）
- 單身漢派對2：最後的誘惑（英语：Bachelor Party 2: The Last Temptation）（賽斯〈丹尼·雅各布（英语：Danny Jacobs (actor)）〉）
- 阿修羅（朴成裴〈黃晸玟〉）
- 絕地戰警2（馬可士·邁爾斯·巴涅特警探〈馬汀·勞倫斯〉）※朝日電視台版。
- 模犯生（小琳的父親〈塔內·瓦拉庫努婁（英语：Thaneth Warakulnukroh）〉[108]）
- 聖誕壞公公（英语：Bad Santa）（馬庫斯·斯基德莫爾〈托尼·考克斯（英语：Tony Cox (actor)）〉）
- 哈啦大髮師（J.D.〈Anthony Anderson〉）
- 海灘（英语：The Beach (film)）（Zeph〈Peter Youngblood Hills〉）※日本電視台版。
- 貝武夫：北海的詛咒（格倫戴爾〈克斯賓·葛洛佛〉）
- 好膽別走（英语：The Big Hit）（錄影帶出租店店員〈丹尼・史密斯（英语：Danny Smith (actor)）〉）
- 阿比阿弟尋歌大冒險（威廉·“比爾”·S·普雷斯頓〈艾力克斯·溫特〉[109]）
- 福祿雙霸天（“Joliet”傑克·布鲁斯〈約翰·貝魯西〉）※BD版。
- 等不及說愛你（英语：Can't Hardly Wait）（肯尼斯·費雪〈塞思·格林〉）
- 貓狗大戰2（Peek〈Joe Pantoliano〉、Angus MacDougall〈Michael Beattie〉）
- 瘋狂的塞西爾（英语：Cecil B. Demented）（Lewis〈Lawrence Gilliard Jr.〉）
- 成人世界（忍者〈沃特金·斯都鐸·瓊斯〉）
- 霹靂嬌娃2：全速進攻（Seamus O'Grady〈賈斯汀·塞洛克斯〉）※影碟版。
- 歡喜城（英语：City of Joy (film)）
- 超世紀封神榜（預言者Prokopion〈盧克·崔德威〉）※劇院公映版。
- 巔峰戰士（Evan〈Max Perlich〉）※影碟版。
- 悲傷影院（英语：Club Dread）（David "DJ Dave" Conable〈Paul Soter〉）
- 大學生了沒？（英语：College Road Trip）（Doug Greenhut〈Donny Osmond〉）
- 癲瘋總動員（英语：Cool Runnings）（Junior Bevil〈Rawle D. Lewis〉）※日本電視台版。
- 波麗士很忙（保羅·霍奇斯〈崔西·摩根〉）
- 伴侶度假村（英语：Couples Retreat）（喬伊〈強·法夫洛〉）※Netflix版。
- 赤色風暴（丹尼·里维蒂〈丹尼·努奇〉）※朝日電視台版。
- 與我共舞（英语：Dance with Me (1998 film)）（拉斐爾·因凡特〈查亞納（英语：Chayanne）〉）
- 盧貝松之光芒萬丈（英语：The Dancer (2000 film)）（Jasper Rey〈Garland Whitt〉）
- 鬥犬（Lefty〈Dylan Brown〉）※東京電視台版。
- 正宗約會電影（Hitch〈Tony Cox〉）
- 約會的敵人（英语：Dating the Enemy）（Brett〈蓋·皮爾斯〉）
- 生死格鬥（Zack〈Brian J. White〉）
- 德紹舞者（德语：Dessau Dancers）（舞蹈團教練）[110]
- 魔鬼八號（英语：The Devil's 8）（Billy Joe〈Tom Nardini〉）※東京電視台版。
- 終極警探3（Dexter〈Michael Alexander Jackson〉）※富士電視台版。
- 怪醫杜立德2（英语：Dr. Dolittle 2）（變色龍佩畢羅〈雅各布·韋加斯（英语：Jacob Vargas）〉）※影碟版。
- 瘋狂躲避球（“畢拉特”史提夫·科旺〈阿蘭·圖代克〉）
- The Donor（麥克·法蘭奇〈約瑟夫·史考倫〉）
- 生死極速（英语：Driven (2001 film)）（梅莫·莫雷諾〈克斯汀·戴·拉·芬特（英语：Cristián de la Fuente）〉）※日本電視台版。
- 沙丘（賈米斯〈巴布斯·奧卢山莫昆（英语：Babs Olusanmokun）〉[111]）
- 魔龍傳奇（司耐利〈馬龍·韋恩斯〉）※日本電視台版。
- 殺與捕（史蒂芬〈哈羅·佩里紐〉）※影碟版。
- 八腳怪（哈倫·格里菲斯〈道格·E·道格（英语：Doug E. Doug）〉）※東京電視台版。
- 新咆哮山莊（英语：Emily Brontë's Wuthering Heights）（Linton Heathcliff〈Jonathan Firth〉）
- 屍變（Eric〈Lou Taylor Pucci〉）
- 747絕地悍將（Louie Jung〈黃榮亮〉）※朝日電視台版。
- 出口（英语：Exit (2006 film)）（湯瑪斯·斯基普〈麥斯·米科爾森〉）
- 扭轉奇蹟（Cash〈唐·錢德爾〉）
- 玩命關頭（Edwin〈Ja Rule〉）※影碟版。
- 玩命關頭8（Connor Rhodes〈克里斯多佛·希夫哲〉[112]）
- 食人宴2：極度飢餓（Slasher〈Carl Anthony Payne〉）
- 食人宴3：歡樂大結局（Slasher〈Carl Anthony Payne〉）
- 絕命終結站3（Frankie Cheeks〈Sam Easton〉）
- 笨賊的祈禱（英语：First Sunday）（Leejohn James Jacob Jackson〈Tracy Morgan〉）
- 返家十萬里（Barry Stickland〈Holter Graham〉）※影碟版。
- 聖誕老兄（英语：Fred Claus）（尼古拉斯“尼克”／聖誕老人〈保羅·吉亞瑪提〉）
- 玩命鎗火（威農〈沙托·科普利〉）
- 朋友（李俊昊〈鄭雲澤〉）※DVD（標準方言）版。
- 超鼠特攻（	百視達〈崔西·摩根〉）
- 加菲貓（尼莫爾／灰毛〈大衛·艾根柏〉）
- 要錢不要命（英语：Get Rich or Die Tryin' (film)）（巴馬〈泰倫斯·霍華德〉）
- 抓住聖誕老人（英语：Get Santa）（聖誕老人〈吉姆·布勞德本特〉）
- 激樂人心（英语：Get on Up (film)）（詹姆士·布朗〈查德維克·博斯曼〉）
- 魔鬼剋星（路易斯·塔利〈里克·莫拉尼斯〉）※影碟版。
- 好漢堡（英语：Good Burger）（艾德〈凱爾·米歇爾〉）
- 再見列寧（丹尼斯·杜馬舒科〈弗羅里安·盧卡斯（英语：Florian Lukas）〉）
- 心靈捕手（摩根·歐梅利〈卡西·阿弗萊克〉）
- 酷斯拉（尼可·“尼克”·塔特普洛〈馬修·波特歷〉）※日本電視台版。
- 高蒂傳（約翰·高蒂〈約翰·屈伏塔〉）
- 性福大師（英语：The Guru (2002 film)）（維傑·拉歐〈埃米爾·馬瓦（英语：Emil Marwa）〉）
- 重金風暴（英语：Hard Cash (2002 film)）（托馬斯·泰勒〈克利斯汀·史萊特〉）
- 暴力衝擊（麥克·阿隆佐〈佛萊迪·羅利葛茲〉）
- 我的寶貝會亂說話（德语：Harte Jungs）（紅牛〈艾克索·史坦（德语：Axel Stein）〉）
- 宙斯之子：赫拉克勒斯（奧托里庫斯〈盧夫斯·塞維爾〉[113]）
- 哈比人：荒谷惡龍（蜘蛛）
- 小鬼當家（巴茲·麥卡利斯特〈德溫·拉特雷（德语：Devin Ratray）〉）※富士電視台版[注 8]。
- 小鬼當家2（巴茲·麥卡利斯特〈德溫·拉特雷〉）※富士電視台版。
- 老闆不是人（戴爾·雅巴斯〈查理·戴〉）
- 老闆不是人2（戴爾·雅巴斯〈查理·戴〉）
- 瘋狂飛車手（英语：Hot Rod (2007 film)）（里科·布朗〈丹尼·麥布萊〉）
- 爽歪歪（亞馬·金〈紅人（英语：Redman (rapper)）〉）
- 追擊赤色十月（西慢·喬斯〈寇特尼·B·凡斯〉）※朝日電視台版。
- 新郎向後跑（傑克〈蕭恩·哈特西〉）
- 尋找伴郎（道格·埃文斯〈托馬斯·列儂〉）
- 正義三兄弟！（英语：¡Three Amigos!）（奈德·內德蘭德〈馬丁·肖特〉）※影碟版。
- 鋼鐵蒼穹（詹姆士·華盛頓〈克里斯托弗·科比〉[114]）
- 鐵鐵人（詹姆斯·“羅迪”·羅德斯／戰爭機器〈泰倫斯·霍華德〉）※劇院公映版。
- ID4星際終結者（Miguel Casse〈James Duval〉）※影碟版。
- 詹姆士·龐德：量子危機（Gregg Beam〈David Harbour〉）※King Records版。
- 凸搥特派員（Jeremy Bough〈本·米勒〉）※劇院公映版。
- 凸搥特派員：三度出擊（Jeremy Bough〈Ben Miller〉）
- 逃出魔幻紀（Carl Bentley〈David Alan Grier〉）※BD版。
- 哈啦英國派（英语：Kevin & Perry Go Large）（凱文〈哈里·恩菲爾德〉）
- 瘋狂二十年華（英语：Kicking and Screaming (1995 film)）（Skippy〈傑森·懷爾斯〉）
- 殺了我以後（英语：Kill Me Later）（Charlie Anders〈Max Beesley〉）
- 戰壕里的希望（法语：La Tranchée des espoirs）（Zéphyrin Biron〈Jean-Jérôme Esposito〉）※NHK-BS2版。
- 古墓奇兵（Bryce〈諾亞·泰勒〉）※富士電視台版。
- 叛將風雲（Aguilar〈小克利夫頓·柯林斯〉）
- 北美小鹿獵人傳奇（英语：The Legacy of a Whitetail Deer Hunter）（Buck Ferguson〈喬許·布洛林〉）
- 金牌黑幫（羅納德·“朗尼”·柯雷〈湯姆·哈迪〉）
- 王牌大騙子（Fletcher Reede〈金·凱瑞〉）※新錄DVD版。
- 兩根槍管（Soap〈德克斯特·弗萊徹〉）
- 樂一通系列（達菲鴨）
  - 樂一通反斗特攻隊
  - 怪物奇兵
- 失落的男孩：部落（英语：Lost Boys: The Tribe）（Sam Emerson〈Corey Haim〉）
- 我們所知道的生活（出租車司機〈Faizon Love〉）
- 派恩少校（英语：Major Payne）（Benson Winifred Payne少校〈戴蒙·韋恩斯〉）
- Manitou's Shoe（英语：Manitou's Shoe）（Dimitri〈Rick Kavanian〉）
- 致命化身（英语：Mary Reilly (film)）（Bradshaw〈米高·辛〉）
- 一個頭兩個大（英语：Me, Myself & Irene）（Shonté Jr. Baileygates〈Jerod Mixon〉）
- 這不是斯巴達（列奧尼達一世〈肖恩·馬奎爾〉）
- MIB星際戰警2（Scrad & Charlie〈強尼·諾克斯威爾〉）※朝日電視台版。
- 慾望無邊（英语：Men of Respect）（Bingo〈Nicholas Turturro〉）
- 愛情請槍 ※影碟版。
- 婚禮玩很大（Mike Stangle〈亞當·迪凡〉）
- 秘密客（Josh Maslow〈Josh Brolin〉）※東京電視台版。
- 麻辣女王2：美麗的要命（Jeff Foreman〈恩里克·莫西亞諾〉）※日本電視台版。
- 碰碰猴（Monkeybone〈約翰·特托羅〉）
- 魔鬼卡車（英语：Monster Man (film)）（Harley〈Justin Urich〉）
- 神鬼傳奇2（伊吉·巴頓斯〈尚恩·帕克斯（英语：Shaun Parkes）〉）※富士電視台版。
- 布偶電影系列
  - 布偶聖誕奇遇（英语：It's a Very Merry Muppet Christmas Movie）（佩佩（英语：Pepe the King Prawn）、Sal Minella、Robin、Janice（英语：Dr. Teeth and The Electric Mayhem#Janice））
  - 布偶歷險記（佩佩〈Bill Barretta〉、豬小姐（英语：Miss Piggy）〈Eric Jacobson〉、Zoot（英语：Dr. Teeth and The Electric Mayhem#Zoot））
  - 布偶幽靈公館（英语：Muppets Haunted Mansion）（佩佩）
  - 太空布偶歷險記（英语：Muppets from Space）（佩佩〈Bill Barretta〉、Sal Minella〈Brian Henson〉）
  - 布偶金銀島尋寶記（英语：Muppet Treasure Island）（Beaker（英语：Beaker (Muppet)）、Black Dog）
  - 布偶綠野仙蹤（英语：The Muppets' Wizard of Oz）（佩佩、Sal Minella、Floyd Pepper（英语：Dr. Teeth and The Electric Mayhem#Floyd Pepper））
- Muthu（英语：Muthu (1995 film)）（Thennappan〈Senthil〉[115]）
- 小子難纏4（英语：The Next Karate Kid）（Ned Randall〈Michael Cavalieri〉）
- 活死人之夜30週年紀念版（Tom〈Keith Wayne〉）
- 博物館驚魂夜2（Brandon〈喬納·希爾〉）
- 決戰夜（英语：Night Watch (2004 film)）（Andrei〈Ilya Lagutenko〉）
- 東岸饒舌傳奇：聲名狼籍先生（英语：Notorious (2009 film)）（肖恩·庫姆斯〈德瑞克·路克〉）
- 天使之吻（英语：Once Bitten (1985 film)）（馬克·肯德爾〈金·凱瑞〉）
- 走出寒冷（英语：Out Cold (2001 film)）（Pig Pen〈Derek Hamilton〉）
- 小教父（Keith "Two-Bit" Matthews〈艾米利奧·艾斯特維兹〉）※影碟版。
- 顫慄空間（Junior〈傑瑞德·萊托〉）※朝日電視台版。
- 杉原千畝（英语：Persona Non Grata (2015 film)）（Pesh〈Borys Szyc〉）
- 終極戰士團（Stans〈華頓·哥金斯〉）
- 神鬼制裁2：就地正法（James "Looney Bin Jim" Russotti〈Doug Hutchison〉）
- 毀滅大作戰（Brett Wyden〈傑克·拉齊〉[116]）
- Rectuma（日语：尻怪獣アスラ）（Tashira〈David Y. Chan〉）
- 劍雨（轉輪王〈王學圻〉）
- 衝鋒陷陣（英语：Remember the Titans）（路易·拉斯蒂克〈伊森·索普〉）
- 餐廳（英语：Restaurant (1998 film)）（雷鬼〈大衛·莫斯科〉）
- 鯊人機器（英语：Roboshark (film)）（Rick〈Matt Rippy〉）
- 絕地任務（Shepard〈丹尼·努奇〉）※朝日電視台版。
- A錢大玩家（英语：Rogue Trader (film)）（Danny Argyropoulos〈李·羅斯〉）
- 羅馬假期（Irving Radovich〈Eddie Albert〉[117]）※N.E.M版。
- 醉後型男日記（英语：The Rum Diary (film)）（Moburg〈喬瓦尼·瑞比西〉）
- 紅番區（Angelo〈Garvin Cross〉）※東京電視台版。
- 反恐特警組（布萊恩·甘布爾〈傑瑞米·雷納〉）※影碟版。
- 向達倫大冒險
- （喬治〈丹尼爾·衛理（英语：Daniel Wyllie）<〉）
- 驚聲尖叫2（米奇·阿爾蒂里〈蒂莫西·奧利芬特〉）
- 秘密與謊言（保羅〈李·羅斯〉）
- 奔騰年代（喬治·伍爾夫（英语：George Woolf）〈加里·林恩·史蒂文斯〉）
- 哭泣的玫瑰（克里斯·佩雷斯（英语：Chris Pérez）〈喬·塞達〉）
- 流氓教師（英语：Shackles (film)）（班·克洛斯〈D·L·休利（英语：D. L. Hughley）〉）
- 長毛檢察官（英语：The Shaggy D.A.）（Dip〈Warren Berlinger〉）※VHS版。
- 談情共舞（Chic〈鮑比·坎納瓦爾〉）※日本電視台版。
- 原野奇俠（Joe Starrett〈Van Heflin〉[118]）※STAR CHANNEL（日语：スター・チャンネル）版。
- 少林足球（六師弟〈林子聰〉）※國際版。
- 風飛鯊系列
  - 風飛鯊3：麥擱鬧啊！（馬特·勞爾（英语：Matt Lauer）[注 9]）
  - 風飛鯊5：全球逆襲（首相〈克里斯·卡坦〉）
  - 風飛鯊6（布萊恩〈賈達·弗里蘭德（英语：Judah Friedlander）〉）
- 窈窕美眉（英语：She's All That）（布洛克·哈德遜〈馬修·里沃德〉）
- 實尾島風雲（元熙〈林元熙〉）※影碟版。
- 超強火力（英语：Simon Sez）（尼克·米蘭達〈丹尼·庫克〉）
- 修女也瘋狂2（Sketch〈Ron Johnson〉）※日本電視台版。
- 煙（英语：Smoke (film)）（Thomas 'Rashid' Cole〈Harold Perrineau〉）
- 飛機上有蛇（Troy〈Kenan Thompson〉）
- 我的狗腿很厲害（Alden〈James Marshall〉）
- 小鬼也摩登（蒙面的Otis〈Richard Steven Horvitz〉）※日本電視台版。
- 截殺任務（英语：Sonic Impact）（約翰·史特勞斯〈希斯·盧爾伍德〉）※富士電視台版。
- 終極勇士（英语：Squanto: A Warrior's Tale）（史廣多〈Adam Beach〉）
- 伴我同行（Richard "Eyeball" Chambers〈Bradley Gregg〉）※VHS、DVD版。
- 超完美嬌妻（英语：The Stepford Wives (2004 film)）（Walter Kresby〈馬修·波特歷〉）
- 搖擺狂潮（Peter Müller〈羅伯·蕭恩·萊納德〉）
- 奪金三王（Conrad Vig〈斯派克·瓊斯〉）※富士電視台版。
- 拇指版星際大戰（英语：Thumb Wars）（Prissy-PO）
- 拇指版鐵達尼號（英语：Thumbtanic）（Phil）
- 捍衛戰士（Nick "Goose" Bradshaw〈安東尼·愛德華〉）※日本電視台版。
- 全面進化（Martin〈Clifton Collins Jr.〉）
- 變形金剛（Glen Whitmann〈Anthony Anderson〉）
- 偷心大狀緣（英语：Trial and Error (1997 film)）（Dr. Brown〈馬克斯·凱塞拉〉）※VHS版。
- 電子世界爭霸戰（Ram〈Dan Shor〉）
- 浪漫風暴（佛洛伊德〈布萊德·彼特〉）※東京電視台版。
- 古惑丑拍檔 ※朝日電視台版。
- 捍衛正義（阿曼德·塔克〈艾迪·葛瑞芬〉）
- 凡赫辛（卡爾〈大衛·溫漢〉）※劇院公映、影碟版。
- 維加斯假日（英语：Vegas Vacation）（魯瑟·“魯斯提”·葛雷斯沃德〈伊桑·恩布里〉）
- 純真11歲（Ancha〈Gustavo Muñoz〉）
- 夢醒人生（英语：Waking Life）（主角青年〈Wiley Wiggins〉）
- 伴郎友沒友（英语：The Wedding Ringer）（Jimmy Callahan／Bic Mitchum〈凱文·哈特〉）
- 怪咖一家親（英语：Welcome Home Roscoe Jenkins）（Dr. RJ Stevens／Roscoe Steven Jenkins〈Martin Lawrence〉）
- 誰是你的球童？（英语：Who's Your Caddy?）（Christopher "C-Note" Hawkins〈Big Boi〉）
- 冰峰暴（Suya〈Babak Haleky〉[119]）
- 吸血情聖（英语：The Wisdom of Crocodiles）（賭博團體領頭）
- 幽靈賽車手（英语：The Wraith）（威廉·“比利”·漢金斯〈馬修·巴瑞〉）※朝日電視台版。
- 你他媽的也是（胡利奧·薩帕塔〈蓋爾·賈西亞·貝納〉）

#### 電視影集
- 八警告之泡（英语：8 Simple Rules）（C. J. Barnes〈大衛·史派德〉）
- 驚異傳奇（英语：Amazing Stories (1985 TV series)）（Stephen Jeffreys）
- 靈書妙探（Norman）
- 犯罪心理 (第5季)（Dale Shrader〈李·特格森〉）
- 末世黑天使（Sketchy〈Richard Gunn〉）※DVD版。
- 恐龍家族（英语：Dinosaurs (TV series)）（Woody）
- 異世奇人（Elton）
- 玩偶特工
- 福爾摩斯與華生 (第3季)（阿爾伯特和科斯特洛（英语：Abbott and Costello）〈Lou Costello〉）
- 急診室的春天 (第10季)（Percy）
- 初戀（吳東八〈裴道煥〉）
- 歡樂滿屋（Steve Hale〈Scott Weinger〉、披薩包）
  - 歡樂再滿屋（英语：Fuller House (TV series)）
- 奇異果女孩（Harry）
- 愛卡莉（Spanky）
- 珍·瑪波2 神祕的別墅（英语：Sleeping Murder）（Hornbeam）
- 拉斯維加斯（英语：Las Vegas (TV series)）（Frank）
- LAX（英语：LAX (TV series)）（Henry〈Frank John Hughes〉）
- 草原小屋（英语：Little House on the Prairie (TV series)）（Isaiah Edwards〈Victor French〉[120]）※NHK BS Premium版。
- 莉琪的異想世界（老師）
- 布偶影集系列
  - Muppet Moments（Pepe）
  - 今夜布偶秀（英语：Muppets Tonight）（Sal Minella、Pepe）
  - 芝麻街（Luis Rodriguez〈Emilio Delgado〉）[注 10]
  - Studio DC: Almost Live（英语：Studio DC: Almost Live）（Pepe、Floyd Pepper）
- 我的大胖子希臘人生活（英语：My Big Fat Greek Life）（Nick Portokalos〈Louis Mandylor〉）
- 納什大橋（英语：Nash Bridges）（(J.J. Dominguez〈Stephen Steve Berra〉）
- 重返犯罪現場：紐奧良（Jimmy Boyd）
- 夜班醫生 (第3季)（Harold）
- 金剛戰士（Goo Fish〈Robert Axelrod〉）
- 浪子神探（英语：Prodigal Son (TV series)）（Martin Whitly〈米高·辛〉[121]）
- 銀河前哨（青年的Jem'Hadar）
- 超自然檔案（Ed）
- 穿越時間線（英语：Timeless (TV series)）（Rufus Carlin〈Malcolm Barrett〉）
- 醜女貝蒂 (第2季)（Gio〈佛萊迪·羅利葛茲〉）
- 麗人保鏢（英语：V.I.P. (American TV series)）（Quick Williams〈Shaun Baker〉）
- 勝利之歌（Sikowitz老師）
- 妙警賊探（Ryan Wilkes）
- 冬季戀歌

#### 動畫
- 阿拉丁（商人）
- 食蟻獸與紅蟻（英语：The Aardvark And The Ant）
- 亞瑟的奇幻王國：跨界對決（英语：Arthur 3: The War of the Two Worlds）（馬爾他札德〈盧·里德〉）
- 汽車總動員（先鋒、邁克·瓦佐夫斯基）
- 仙履奇緣 ※1992年公映版。
- 仙履奇緣2：美夢成真（麵包師〈羅伯·保森（英语：Rob Paulsen）〉）
- 迪亞哥（英语：Delgo）（法伊洛〈克里斯·卡坦〉）
- 迪士尼米老鼠群星會（英语：Disney's House of Mouse）（漢弗萊）
- 逗逗的特殊使命（馬弟〈傑洛米·藍夫特（英语：Jerome Ranft）〉）
- 搗蛋三傻（艾迪〈東尼·山普森（英语：Tony Sampson）〉[注 11]）
- 加菲貓（加菲貓〈弗蘭克·維爾克〉）
- 快樂腳（勞爾〈傑弗瑞·加西亞（英语：Jeffrey_Garcia）〉）
- 快樂腳2（勞爾〈傑弗瑞·加西亞〉）
- 馴龍高手3（察合台〈詹姆士·謝〉[122]）
- 大力士（英语：Hercules (1998 TV series)）（邱比特）
- 酷巴：尋斑大冒險（斯卡爾克〈史蒂夫·布西密〉）
- 功夫熊貓（小張〈丹·富勒〉）
- 彭彭丁滿歷險記（泰德）
- 小美人魚（士兵[來源請求]）
- 小美人魚2：重返大海（迪普〈馬克斯·凱塞拉〉）
- 樂一通（達菲鴨、馬克（英语：Goofy Gophers））
  - 太空英雄鴨（英语：Duck Dodgers (TV series)）（英雄鴨〈達菲鴨〉、Drake Duck Star）
  - 樂一通秀（達菲鴨、馬克[123]）
  - 新樂一通（英语：New Looney Tunes）（達菲鴨[124] 等）
  - 崔弟的高飛冒險（英语：Tweety's High-Flying Adventure）
- 愛x死x機器人（Jake／機動裝甲）
- 無敵炫悟空（バッティ）
- Monkey Rush（Marco）
- 怪怪屋（Lister警官〈尼克·卡農〉）
- 彩虹小馬：友情就是魔法（Flim）
- 小熊維尼的新歷險記（英语：The New Adventures of Winnie the Pooh）
- 玩具總動員：派對恐龍（Chuck E. Duck）
- 馬達加斯加的企鵝（吹起孔博士〈尼爾·柏德烈·夏里斯〉）
- 飆風雷哥（Waffles & Papa Joad〈James Ward Byrkit〉）
- 反叛的童謠（英语：Revolting Rhymes）（子豬）
- 驚悚松鼠（英语：Scaredy Squirrel (TV series)）（Scaredy〈Terry McGurrin〉）
- 史瑞克三世
- 南方公園（Loogie〈Richard Belzer〉）
- 蜘蛛人（美國隊長）※東和視頻版。
- 蜘蛛人 (1994年電視動畫)（Bobby Drake／Prowler）※Cartoon Network版。
- 蜘蛛人和他的驚奇朋友（鮑比·杜瑞克／冰人）
- 星球大戰：複製人之戰（Whorm Loathsom〈Corey Burton〉）
- 小奇兵（ナーキー、的部下）※DVD版。
- 星際大戰：反抗軍起義（Argin Relik司令官、Rake Gahree〈Corey Burton〉）
- 一家之鼠3：野外求生記（Reeko〈Wayne Brady〉）
- 大耳仔走天涯（大耳仔）
- 湯姆貓與傑利鼠系列
  - 新湯姆貓與傑利鼠（湯姆）
  - 湯姆貓與傑利鼠遇見福爾摩斯（英语：Tom and Jerry Meet Sherlock Holmes）（約翰·H·沃森）
  - 湯姆貓與傑利鼠：間諜使命（英语：Tom and Jerry: Spy Quest）
- 變形金剛系列
  - 變形金剛（Cheetus）
  - 變形金剛 (第2季)（Cheetus、初代密卡登）
  - 變形金剛：重機械系列（Cheetus）
  - 變形金剛進化版（Jetstorm）
  - 變形金剛：隨時變形狀（英语：Transformers: Robots in Disguise (2015 TV series)）（Jazz）
- 天外奇蹟（Gamma〈Jerome_Ranft〉）
- 神偷卡門（札克〈史考特·門維爾〉）
- X戰警 (1994年東京電視台版)（Henry Peter Gyrich）
  - X戰警 (Toon Disney版)（鮑比·杜瑞克／冰人）

### 柏青哥
- CR怪物小王子 惡魔之劍（諾歐醫生、惡魔大王、古魯魯內）
- CR FEVER星際大戰 達斯·維達降臨（白卜庭皇帝）
- CR回到未來（喬治）

### 電視劇
2006年
- 名偵探柯南 致工藤新一的挑戰書 ～離別前的序章～（日本電視台）－小元太的配音

2016年
- 真田丸（NHK）－小山田茂誠（日语：小山田茂誠）
- 毒島百合子的赤裸裸日記（TBS）－中川尚太郎
- 營業部長 吉良奈津子（富士電視台）－鄉貴志、天之聲
- IQ246 ～華麗事件簿～（TBS）－瀧乃川隆文（第3話特別出演）

2017年
- A LIFE ～深愛的人～（TBS）－榊原達夫（第6話、最終話特別出演）
- 4號警備（日语：4号警備）（NHK）－遠藤惠輔
- 來自干潟國（日语：ガタの国から）（NHK BS Premium）－飯伏銀演員 & 神秘重要角色
- 深海魚男（TBS）－Mr.MAX店長（第2話、第3話特別出演）
- 男人節操（日语：男の操）（NHK BS Premium）－電台主持人

2018年
- 風雲兒們 ～蘭學革命篇～（日语：風雲児たち）（NHK）－林子平[125]
- 99.9 -刑事專門律師-SEASON II（TBS）－烏龍麵居酒屋店主（第3話特別出演）
- 無地之國（日语：満州_奇跡の脱出#テレビドラマ）（NHK）
- 一半，藍色。（NHK）－木田原五郎

2019年
- 法庭女王（TBS）－安西博嗣（第3話特別出演）
- 節約Rock（日语：節約ロック）（日本電視台）－內田（第8～10話）
- 集團左遷!!（TBS）－田口孝一（第3話特別出演）
- 夏空（NHK）－藤井（第89話特別出演）[126]

### 特攝影集
2007年
- 假面騎士電王（的聲音）

2008年
- 炎神戰隊轟音者（害水目蠻機獸瓶蠻機／魔法瓶蠻機的聲音）

2009年
- 假面騎士Decade 超冒險DVD 守護！〈電視君的世界〉（電視君的聲音）

2010年
- 天裝戰隊護星者（星人·韋駄天的的聲音）

2011年
- 海賊戰隊豪快者（的聲音）

2012年
- 特命戰隊Go Busters（米達數位投影機的聲音）

2013年
- 獸電戰隊強龍者（迪波·康杜克的聲音）

2014年
- 烈車戰隊特急者（吸塵機暗影怪的聲音）

2016年
- 動物戰隊獸王者（加布里歐的聲音）

2018年
- 快盜戰隊魯邦連者VS警察戰隊巡邏連者（加拉特·納戈的聲音）

2019年
- 騎士龍戰隊龍裝者（火山異齒龍的聲音[127]）

2020年
- 劇場版 騎士龍戰隊龍裝者VS快盜戰隊魯邦連者VS警察戰隊巡邏連者（日语：劇場版 騎士竜戦隊リュウソウジャーVSルパンレンジャーVSパトレンジャー）（火山異齒龍的聲音）

2024年
- 假面骑士GAVV（玛根的聲音）

### 電影
- 戀愛中的兩個人（2019年5月3日，United Entertainment（日语：ユナイテッドエンタテインメント））－飾演 [128]

### 廣播節目
※記號表示說明網路廣播。
- VOICE CREW（日语：VOICE CREW）（2000年－2001年，NACK5（日语：エフエムナックファイブ））
- OTOKKO的電台（日语：おTOKKOのRADIO）（2006年，音泉）※
- JoJo的奇妙冒險 不滅鑽石 杜王町RADIO 4 GREAT（2016年，音泉、HiBiKi Radio Station（日语：HiBiKi Radio Station））※

### 舞台劇
- 劇團俱樂部各作品
- - 新撰組‐‐
  - 新撰組‐‐（再演）
  - 異聞西遊記·孫悟空 ～花果西遊妖仙奇譚～
- （飾演作者友人）
- 櫻花大戰武道館Live ～帝都、巴黎、紐約～（2007年5月13日）飾演 西佐
- 櫻花大戰 巴黎花組Live 2012 ～Review Mon Paris～（2012年12月26日－29日）飾演 西佐

### 廣告
- Kaonavi（日语：カオナビ）「西軍篇」「西軍東軍篇」（2020年1月－）－石田三成的聲音[129]

### 其它
- 怪獸家族（トナカイ）
- 卡通頻道廣告（《搗蛋三傻》的艾迪）※接替清水敏孝。
- 動物星球頻道 大貓日記（西蒙·金）
- 98
- （Fedoo劇場）
- 櫻花大戰系列
  - 櫻花大戰歌謠秀
  - 櫻花大戰晚宴秀
- （作為WITH YOU（日语：WITH YOU (音楽ユニット)）成員參加歌唱的樂曲）
- 怪獸農場（日语：モンスターファーム）特輯 ～找尋動畫的秘密～（CBC／TBS系）
- 連續人形活劇 新·三銃士（日语：連続人形活劇 新・三銃士）（波爾多斯 等）
- 歇洛克·福爾摩斯 (布偶劇)（日语：シャーロック ホームズ (人形劇)）（約翰·H·華生）[130]
  - 歇洛克·福爾摩斯年末SP「歇洛克·福爾摩斯獎」（聲音出演）
- Ultra Jump廣告（虹村億泰）
- 國立公文書館特別展「德川家康 從將軍家藏書中看見其生涯」（2016年4月2日－5月8日）（聲音指南）
- 樂高廣告 城市系列（聲音出演）
- 天才兒童MAX YOU（GRENCH）
- POP TEAM EPIC × 忍者蝙蝠俠 聯動廣告（PIPI美〈小丑〉）
- 東京迪士尼樂園
  - 迪士尼聖誕故事（日语：クリスマス・ファンタジー#ディズニー・クリスマス・ストーリーズ）（花粉症）
  - 皮諾丘的冒險旅行（日语：ピノキオの冒険旅行）（傑佩托）
  - Dreaming Up！（日语：ドリーミング・アップ!）（傑佩托）

## 音樂作品
- 名偵探柯南 角色歌曲集 帝丹小學全員集合!!

## 腳註

## 外部連結
- 高木涉｜ARTSVISION （日語）
- 劇團阿卡貝拉俱樂部 （页面存档备份，存于） （日語）
- 高木涉 （页面存档备份，存于） （日語）－NHK人物錄（日语：NHK人物録）